# البطولات الوطنية الأمريكية 1921 (كرة مضرب)
قائمة بالأبطال في 1921 البطولات الوطنية الأمريكية لكرة المضرب (المعروفة الآن باسم أمريكا المفتوحة):

## الكبار

### فردي رجال
بيل تيلدن هزم  والاس ف. جونسون 6-1 6-3 6-1

### فردي سيدات
مولا بجورستدت مالوري هزم  ماري براوني 4-6, 6-4, 6-2